# Gezellig draadwatje
Het gezellig draadwatje (Trichia scabra) is een slijmzwam uit de familie Trichiidae. Het leeft saprotroof op dood loofhout van loofbomen en loofstruiken.

## Kenmerken

### Uiterlijke kenmerken
Trichia scabra heeft een vliezige hypothallus dat onder de hele groep doorloopt. Het vormt zittende sporocarpen (vruchtlichamen), die meestal een bolvormige, meer zelden een enigszins langwerpige of licht gebogen vorm hebben. De sporocarpen zijn geel tot oranjegeel, glanzend en groeien in dicht compacte groepen bij elkaar. Nabij het aanhechtingspunt aan het substraat zijn de sporocarpen oranjebruin gekleurd. De individuele sporocarpen zijn 0,4 tot 1 mm breed. Door de zijdelingse druk in de dichte opstelling kunnen vervormde individuele exemplaren een hoogte van maximaal 1,5 mm bereiken.
Het plasmodium is wit.

### Microscopische kenmerken
De elateren zijn onelastisch, heldergeel tot geeloranje gekleurd en eindigen in een punt. Een elater heeft 3 tot 4 strak gewikkelde spiraalvormige ribbels, die enigszins onregelmatig van vorm zijn. Ze hebben fijne stekels van 1 tot 1,5 µm lang, maar soms bijna glad. Het capillitium heeft talrijke vrije uiteinden waarop de vezels kort (3-13 µm) spits zijn.
De sporen lijken in bulk geel tot oranje en zijn geel met doorvallend licht. Ze zijn bedekt met een fijnmazig netwerk, dat op sommige plaatsen gebroken is. De sporen hebben een diameter van 9-12 µm; de rand is 0,5 µm breed.

## Verspreiding
Het gezellig draadwatje komt in Nederland vrij zeldzaam voor.

## Foto's

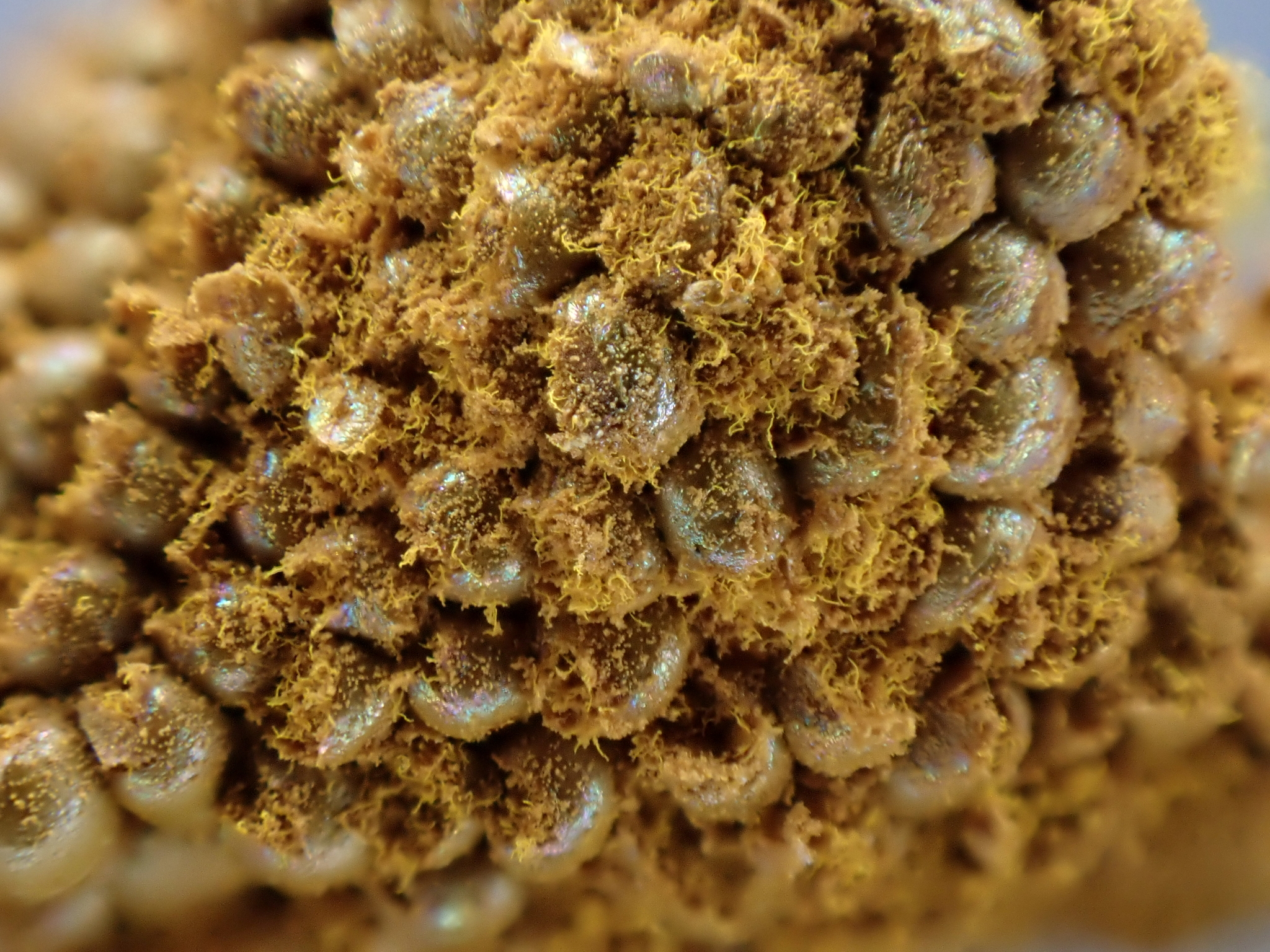
Vruchtlichamen
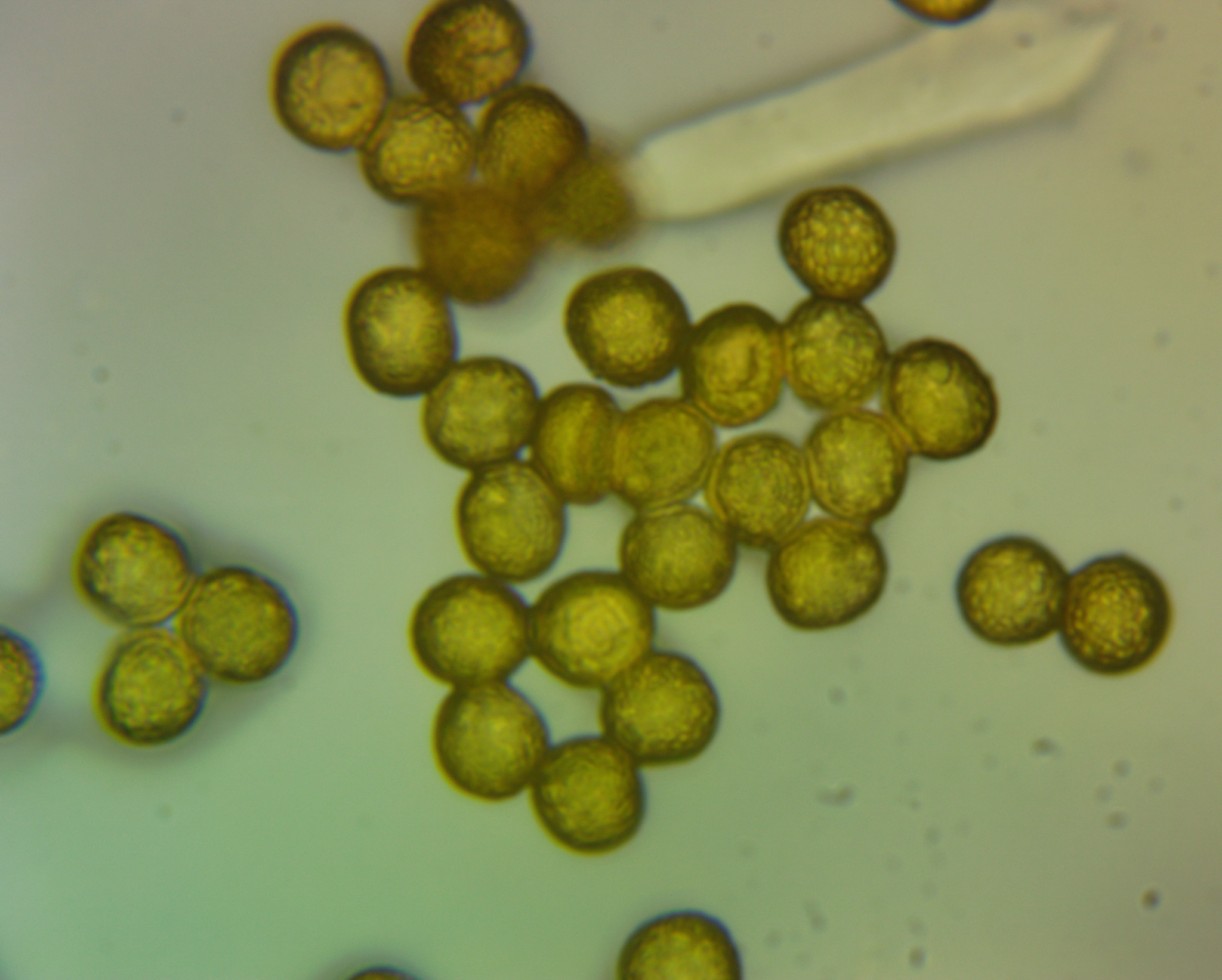
Sporen
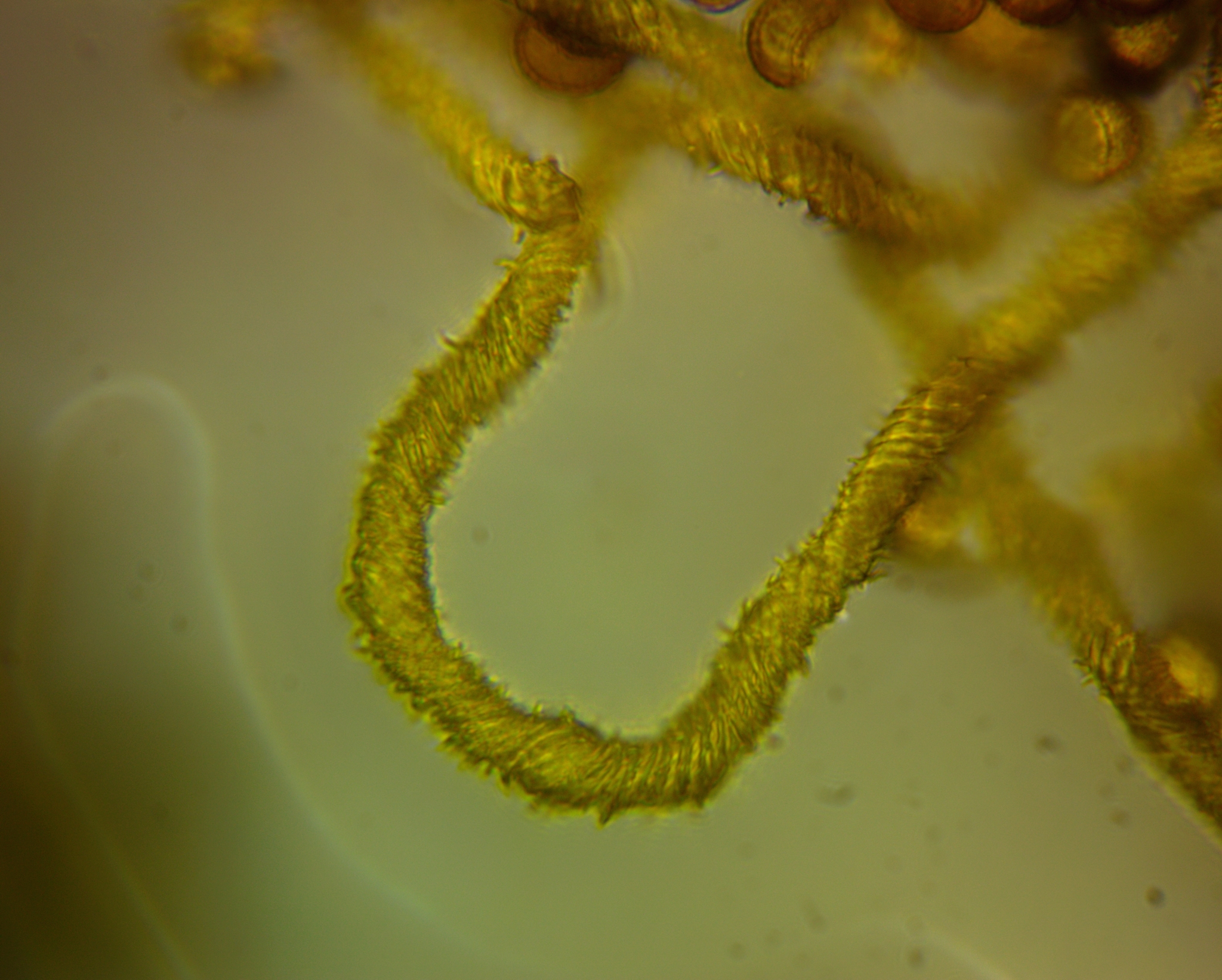
Elateren
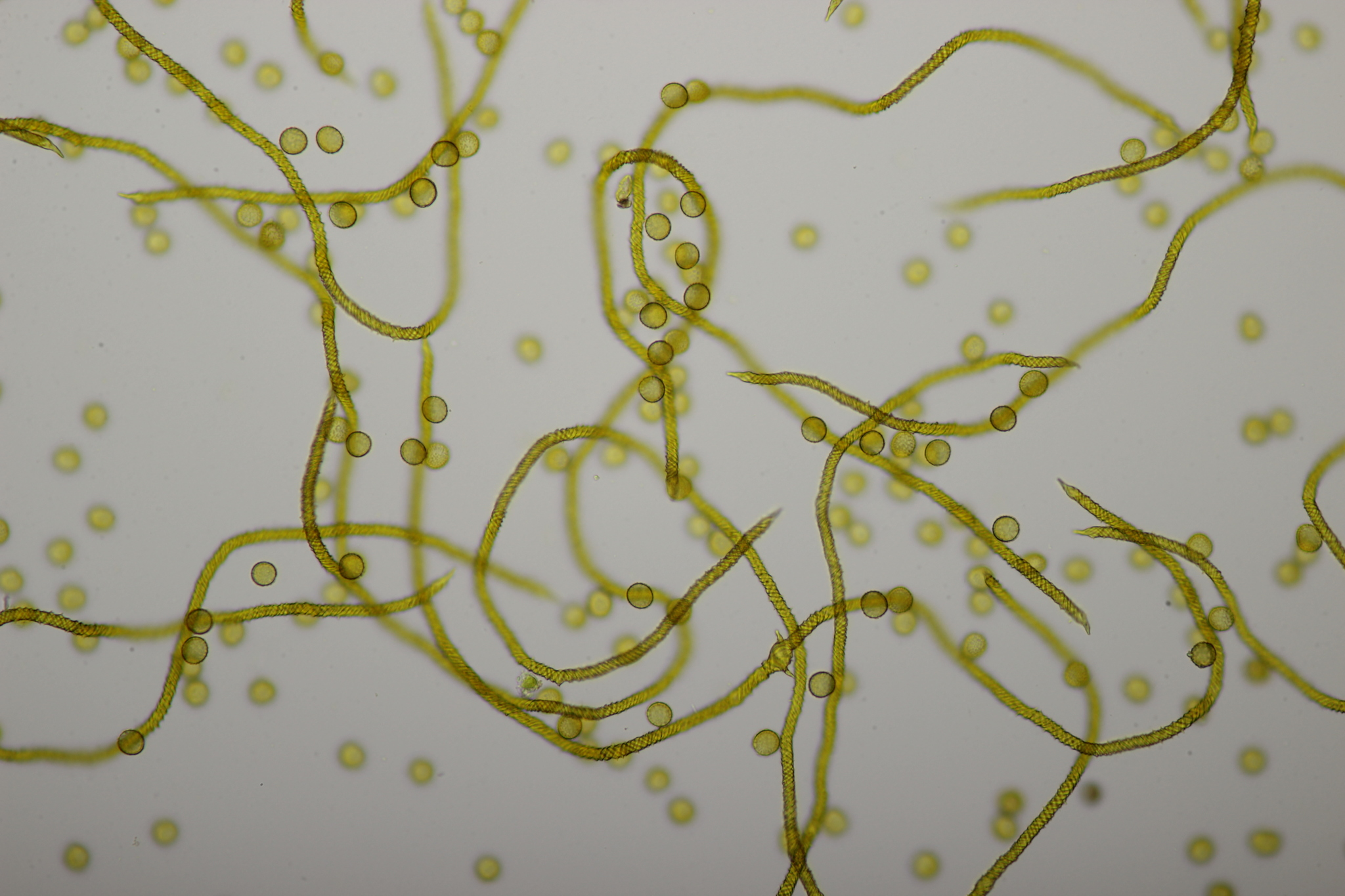
Elateren